# Поповка (Юхновский район)
Попо́вка — деревня в Юхновском районе Калужской области России. Входит в состав сельского поселения «Деревня Погореловка». Ранее входила в состав Медынского уезда.

## География
Расположена на левобережье реки Угра в 16 км от Юхнова. Территория деревни находится на границе национального парка «Угра».

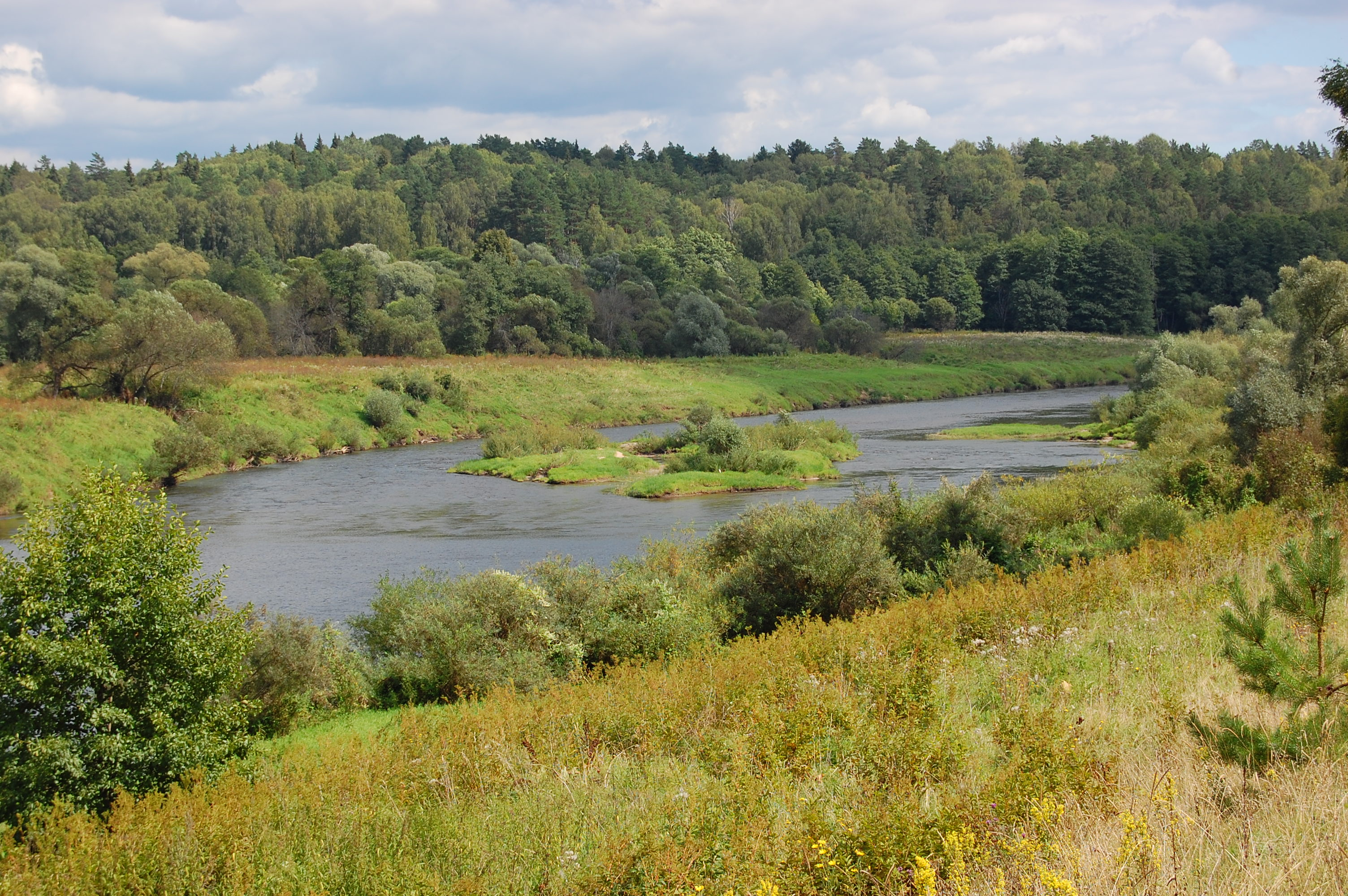
Островки на Угре в районе Олоньих Гор и Поповки

## Население
| 2002 | 2010 |
| ---- | ---- |
| 0    | ↗3   |

## Родник и мельничный пруд

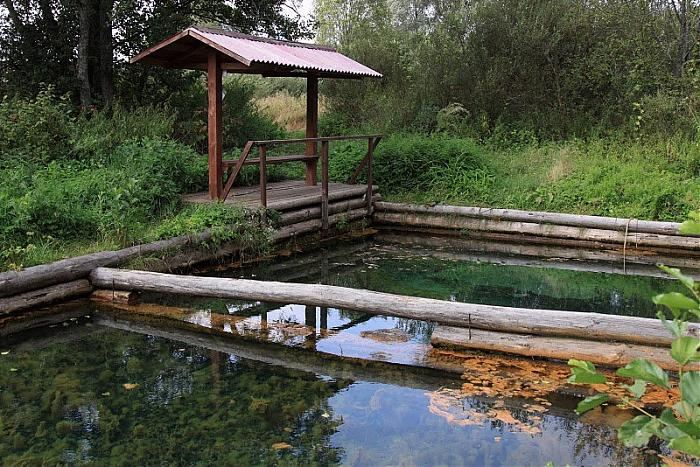
Деревянный сруб вокруг родника

В южной части деревни расположен родник, возле которого был устроен мельничный пруд размером 40×70 м. Пруд выполнен в виде земляного вала, обсаженного деревьями, возраст которых составляет 80-100 лет. Плотина на сливе воды в юго-западной части водоёма предназначалась для ныне не сохранившейся мельницы. Питающий пруд родник являет собой группу мощных песчаных грифонов и окружён деревянным срубом размером 6×12 м. По словам местных жителей ранее над родником располагалась часовня.
Согласно установленному рядом с родником информационному щиту питающий родник водоносный слой лежит на глубине 40-60 м и относится к тульскому горизонту нижнего карбона. Дебит источника составляет около 200 л/с. Вода гидрокарбонатно-магниевая с повышенным уровнем железа и кремния, пригодна для питья. В пруду обитают 17 видов водорослей: сине-зелёные, диатомовые, эвгленовые, зелёные, желто-зелёные. Жёлто-бурная окраска водорослей обусловлена присутствуем в них железобактерий.